# Pou d'en Bonet
El Pou d'en Bonet és una obra de Palafrugell (Baix Empordà) protegida com a Bé Cultural d'Interès Local.

## Descripció
El pou d'en Bonet és un pou públic situat al carrer de Begur, adossat a la façana del casal dit del Pou d'en Bonet.
El brocal del pou, obra de pedra amb morter i arrebossat, és poligonal i té un pedrís de pedres escairades. Destaca la peça que sosté la cúrria. És una peça de ferro forjat, de grans dimensions, clavada a la façana de la casa, sobre el pou, la qual representa una àguila amb les ales desplegades que sosté la cúrria amb el bec.